# Tate

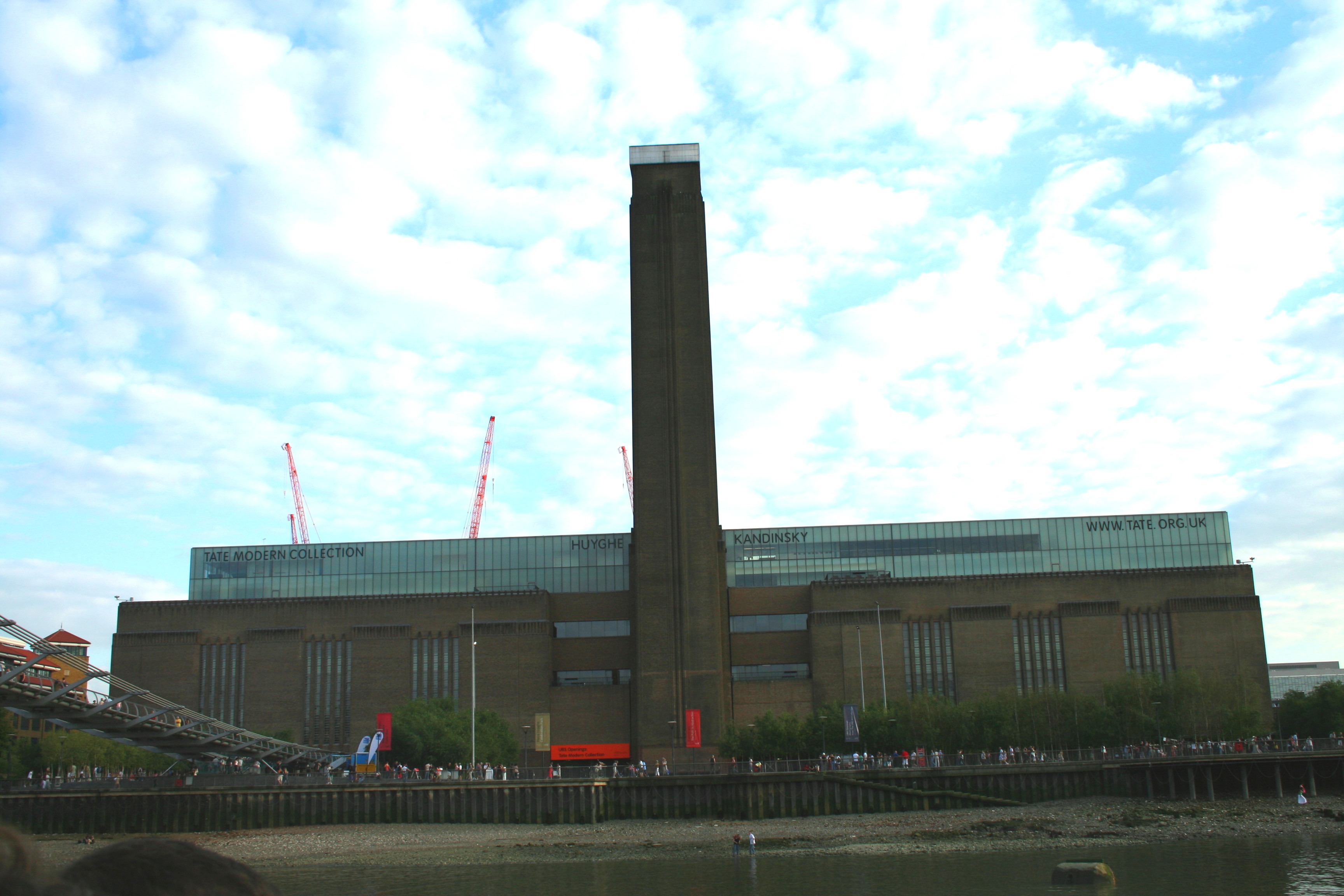
Galeria Tate Modern d'art modern, Londres

La Tate (abans anomenada Tate Gallery) és un conjunt de quatre museus a Anglaterra: Tate Britain (obert el 1897), Tate Liverpool (1988), Tate St. Ives (1993) i Tate Modern (2000), més un lloc web, Tate Online (1998). La Tate és un museu estatal, rebent directament una dotació del tresor públic. El càrrec de director és per set anys. El seu actual director és Chris Dercon.

## Història
La galeria d'art Tate original es va titular oficialment National Gallery of British Art (Galeria Nacional d'Art Britànic), i estava situada a Millbank, Pimlico, Londres al lloc on anteriorment s'alçava la presó de Millbank. La idea d'una Galeria Nacional d'Art Britànic va ser proposada per primera vegada al voltant de 1820 per Sir John Leicester, Baró de Tabley.
Robert Vernon va donar la seva col·lecció a la National Gallery de Londres el 1847. Una dècada més tard, John Sheepshanks va donar la seva al Museu de South Kensington, avui conegut com a Victoria and Albert Museum. Quaranta anys més tard, el magnat del sucre Henry Tate, que era col·leccionista d'art victorià, es va oferir a fundar una galeria per a allotjar l'art britànic, a la qual va deixar igualment la seva pròpia col·lecció. Inicialment es va restringir a l'art britànic modern, concentrant-se en els pintors de l'Anglaterra victoriana.
Fins a 1954, va ser controlada per la National Gallery. Al llarg dels anys, la col·lecció va anar creixent amb més donacions i llegats. Durant els anys 50 i 60, el departament d'arts visuals del Consell d'Arts de Gran Bretanya va fundar i va organitzar exposicions temporals a la Tate, incloent una retrospectiva de Marcel Duchamp el 1966. Era lògic que, amb el temps, se separessin els aspectes "britànic" i "modern" de la col·lecció, que avui estan en edificis separats a Londres.
La Tate Modern, a Bankside Power Station en la riba sud del Tàmesi, mostra la col·lecció nacional d'art modern des de 1900 fins a l'actualitat. La galeria original es diu avui Tate Britain i és la galeria nacional d'art britànic des de 1500 fins a l'actualitat. Art modern britànic pot trobar-se en ambdues galeries. Tate Modern és considerada un èxit del director Sir Nicholas Serota. En el seu primer any, va ser el museu més popular del món, amb 5.250.000 visitants. Anualment el Premi Turner se celebra en una Tate Gallery (històricament, en la Tate Britain) i s'atorga a aquell artista de menys de 50 anys que sigui britànic o que hagi treballat principalment a Gran Bretanya. És tema de gran controvèrsia i crida molt l'atenció dels mitjans de comunicació sobre l'art britànic contemporani.
El 2010 va rebre, juntament amb altres museus europeus, la condecoració del Orden de las Artes y las Letras de España, del Ministeri de Cultura Espanyol, en reconeixement de la tasca de protecció del patrimoni que va fer dins del Comité Internacional de Salvament dels Tresors Espanyols el febrer de 1939, protegint les obres a les seves instal·lacions.

## La col·lecció
Alguns dels artistes rellevants que es poden trobar als museus:

### Tate Britain

Moll d'embarcament, Brighton, 1827, per J. Constable

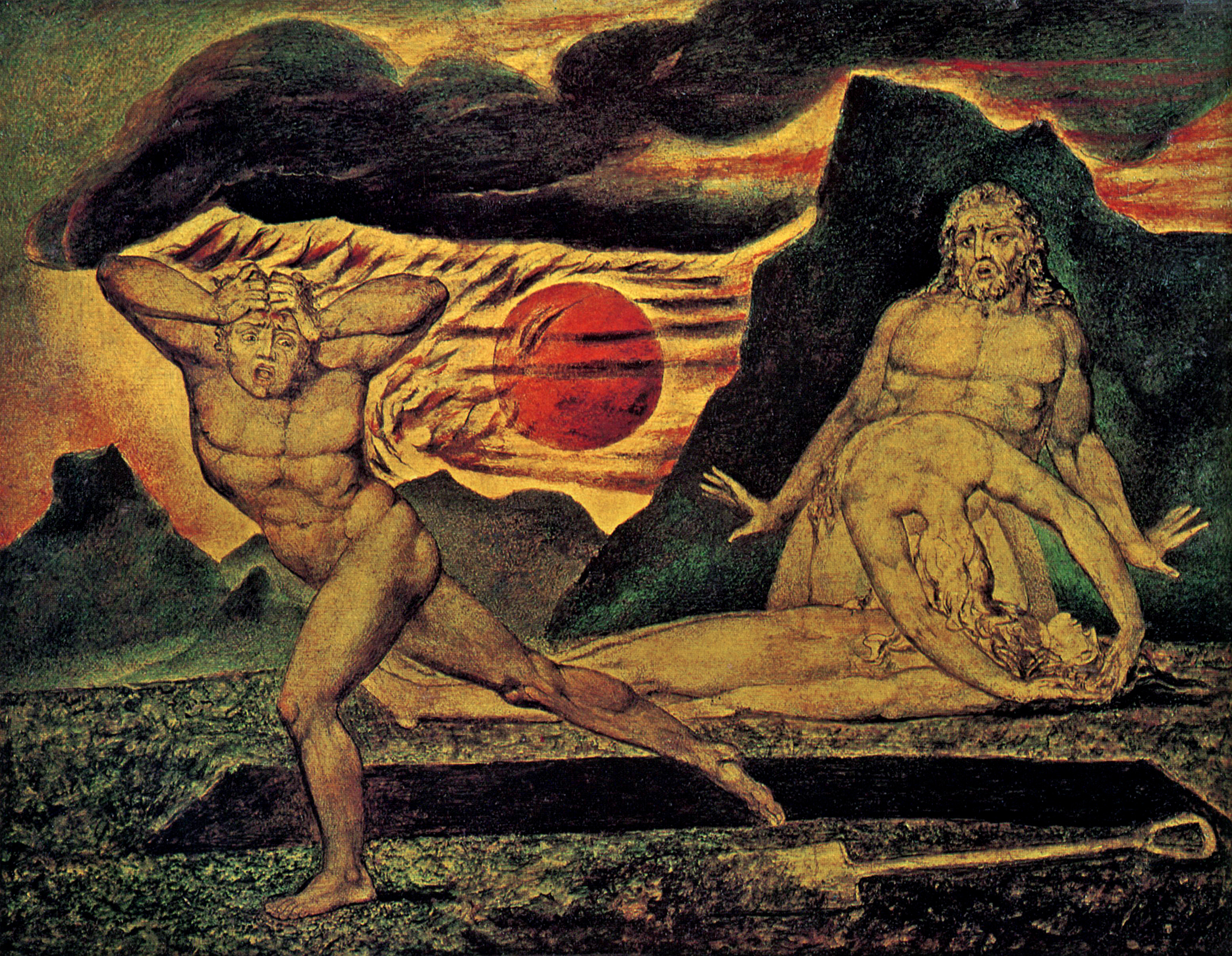
Adam i Eva troben el cos d'Abel, per W. Blake

- William Blake
- John Constable
- Barbara Hepworth[2]

- Sylvia Pankhurst[3]

- William Turner
- John William Waterhouse

### Tate Modern
- Umberto Boccioni
- Pierre Bonnard
- Georges Braque
- Chila Kumari Burman[4]
- Marc Chagall
- Salvador Dalí
- Guerrilla Girls
- Giorgio de Chirico
- Margaret Harrison[5]
- Kay Hunt[6]
- Vassili Kandinski
- Mary Kelly
- Paul Klee
- Fernand Léger
- René Magritte
- Joan Miró
- Amedeo Modigliani
- Piet Mondrian
- Pablo Picasso
- Jackson Pollock

- Dorothea Tanning[7]
- Andy Warhol